# Walter Valdi
Walter Valdi, pseudonimo di Nicola Giovanni Walter Pinnetti (Cavenago di Brianza, 20 agosto 1930 – Milano, 13 ottobre 2003), è stato un cantautore, cabarettista e attore italiano, autore di pièces teatrali e musicali in dialetto milanese.

## Biografia

### Origini e formazione
Walter Valdi nacque il 20 agosto del 1930 a Cavenago di Brianza, in provincia di Milano (oggi provincia di Monza e della Brianza), nel palazzo seicentesco che oggi ospita il municipio, palazzo Rasini. Ancora in tenera età si trasferì con la famiglia nel capoluogo lombardo, dove risiedette a lungo in viale Monza.
La madre Adele Piacentino era una maestra elementare, mentre il padre era un noto avvocato, fatto questo che spinse lui e le due sorelle Egle e Lia ad intraprendere gli studi giuridici e, in seguito, la professione forense. Valdi aprì uno studio in via Podgora, poi chiuso per dedicarsi a tempo pieno alla professione d'artista.

### Morte
A lungo sofferente di cuore, morì il 13 ottobre del 2003, all'età di settantatré anni, dopo un ricovero all'ospedale Niguarda.
È sepolto al Cimitero Monumentale di Milano.

## Carriera
Fin da giovanissimo Valdi fu un appassionato di teatro e cabaret, nonché della cultura dialettale appresa nell'ambito familiare. Negli anni dell'università si iscrisse alla scuola di mimo del Piccolo Teatro di Milano, diretta all'epoca da Marise Flach.
Tuttavia - erano gli anni cinquanta - la serietà della sua professione "ufficiale", l'avvocato, ed il "buon nome" della famiglia da difendere gli imposero di prendere parte alle prime riviste goliardiche sotto falso nome: fu così che nacque lo pseudonimo, Walter Valdi, appunto, con cui fu noto anche in seguito.
Il primo ruolo importante lo ebbe interpretando il sagrestano in una versione della Tosca allestita nella stagione lirica veronese. In seguito il regista Giorgio Strehler lo scritturò per il ruolo (muto) dell'oste in una versione del Falstaff.
Il suo momento di maggiore notorietà iniziò nel 1963, quando fu scritturato come mimo a La fiera dei sogni, trasmissione televisiva condotta da Mike Bongiorno. Da lì iniziò un momento felice della sua carriera: grazie all'imbeccata di un musicista conosciuto in RAI Valdi entrò in contatto col Derby Club, il vero e proprio sacrario del cabaret milanese, il proscenio da cui erano o sarebbero passati tutti i nomi più importanti della comicità lombarda, da Dario Fo, ai Gufi, da Cochi e Renato fino a Teo Teocoli. A fianco di quest'ultimo apparve anche in televisione nello sceneggiato televisivo del 1978 Il balordo, tratto dal romanzo omonimo del 1967 di Piero Chiara. Ebbe un ruolo anche in Quello della porta accanto, sit-com televisiva serale, di produzione RAI, con Ric e Gian, a metà degli anni settanta del secolo scorso.
In venticinque anni fu maestro di stile e di comicità per molti di questi: Enzo Jannacci, Paolo Villaggio, Renato Pozzetto.
Lavorò con Adriano Celentano. Realizzò con il maestro Giovanni D'Anzi uno spettacolo a due che riscosse i favori di pubblico e critica: Lassa pur ch'el mond el disa.
Nel corso degli anni Valdi divenne l'autore di brani musicali che fecero epoca, che spesso vennero reinterpretati da altri artisti, da Il palo della banda dell'Ortica, reso famoso dalla stralunata esecuzione di Jannacci (che ne cambiò la musica e la intitolò Faceva il palo), a Coccodì coccodà (su musica di Armando Celso), reincisa tra gli altri da i Gufi e da Bruno Lauzi, da Il tic, reso celebre da Giorgio Gaber, a Cocco e Drilli, vero e proprio tormentone di un'edizione dello Zecchino d'Oro nella versione del Piccolo coro dell'Antoniano.
(Walter Valdi, Il tic)
Nel 1981 ha vinto come autore l'Ambrogino d'oro — rassegna canora milanese per bambini — con la canzone "Ma che cavolo", cantata da una bambina di 4 anni, Laura Pergolesi.
Tra gli altri successi si può citare la commedia Ciappa el tram balorda scritta a quattro mani con Carlo Colombo, gratificata da centinaia di repliche.
Nel febbraio 1992 prese parte alla terza edizione del Festival di Sanscemo con la canzone surreale Le strisce. Nello stesso anno, domenica 5 aprile, venne colpito dal dolore della perdita di madre (di 93 anni) e sorelle uccise dall'esplosione, causata da una fuga di gas, della palazzina di via Solone 12, residenza della sorella Lia; le tre donne si erano riunite per andare insieme a votare alle elezioni politiche del 1992.
Nel 1997 recitò con Raimondo Vianello e Sandra Mondaini nell'episodio Quattro assi per una rapina della serie TV I misteri di Cascina Vianello.
Valdi lavorò anche come attore cinematografico: Un certo giorno di Ermanno Olmi, dove interpreta magistralmente il ruolo, manco a dirlo, dell'avvocato del protagonista, Storie di vita e malavita di Carlo Lizzani, Ho fatto splash e Domani si balla! di Maurizio Nichetti.

## Lo stile
Le ambientazioni preferite da Valdi erano quelle della Milano popolare, dei cortili di ringhiera e della periferia, spesso elogiata e paragonata, per contrasto, alla cafoneria dei nuovi ricchi, che negli anni del boom economico non mancavano, oppure ai nuovi modelli sociali (dagli immigrati agli affaristi, dai burocrati ai politici) nei quali diventava difficile riconoscersi per chi condivideva la sua cultura e il suo ambiente d'origine.
La città che Valdi conosce e descrive è la Milano umile e lavoratrice oppure, al limite, quella scapestrata dei poveracci che tirano a campare o dei malavitosi da due lire; insomma quelli le cui peripezie si concludono immancabilmente in quel di Filangieri al nùmer dù, cioè al notissimo indirizzo del carcere di San Vittore.
I suoi personaggi sono dei meravigliosi perdenti che, pur sconfitti dalle circostanze avverse (oppure da chi è più furbo ed opportunista di loro), magari prima di suicidarsi gettandosi nel Naviglio, si fanno una risata e pensano che sulla drastica decisione possono riflettere ancora un po'.
Il suo umorismo è cinico e spesso surreale: Valdi non fa mai ricorso ai proclami ma predilige sempre la cifra dell'ironia e dello sguardo disincantato di chi non si fa illusioni, ma non per questo intende smettere di lottare.
Lo stile di Valdi, nel suo complesso può essere per qualche verso assimilabile a quello di alcuni chansonniers d'oltralpe coevi, come Boris Vian e Georges Brassens, cinici, spietati ed al tempo stesso teneri ed umani come lui, ricchi di comprensione per i personaggi e le storie che descrivono.
Il palo della banda dell'Ortica è un valido riassunto di quanto esposto sin qui. La canzone narra la storia di una banda di ladri in perfetto stile I soliti ignoti (l'"Ortica" è un quartiere popolare di Milano). La banda lascia un suo membro a fare da "palo", a curare cioè che non arrivi nessuno a disturbare il colpo; ma il palo ci vede assai poco, e ci sente anche meno.
(W. Valdi. Il palo della banda dell'Ortica)
Puntualmente i malviventi vengono tutti catturati dalle forze dell'ordine; tutti tranne il palo, che, ignaro dell'arresto dei compari, rimane fisso nella postazione a lui assegnata. L'indomani i passanti lo scambiano per un mendicante e gli danno l'elemosina. Lui, pensando che si tratti dei complici che gli portano il bottino a dieci lire per volta (diventate poi cento nelle successive versioni), "circospetto, guarda in giro e mette via", ma s'indispettisce per la lentezza del lavoro e si ripromette di mettersi in proprio.
Ancora, un famoso monologo parla dei Gemelli belli che, a passeggio per strada, vengono travolti da un'auto fuoriserie. I passanti che si fermano ammirano quest'ultima piuttosto che le povere vittime.
Tante altre sono le canzoni milanesi che recano la firma della sua particolarissima cifra umoristica:
- La büsa növa (cioè la "buca nuova" in milanese) che — facendo il verso al ritmo della bossa nova, imitata anche nel titolo — denuncia i vizi della burocrazia narrando le sventure di un cittadino che si reca in municipio a protestare per le condizioni delle strade
- Quand Milan l'era Milan
- Quand s'eri giovina
- Oh Signur la storia di un uomo pieno di difetti che è contento di essere al mondo
- La macchina (divertente rappresentazione di un macchinario incomprensibile, simbolo delle nuove tecnologie e del nuovo benessere dell'Italia del boom)
- La Gh'ha Ona Faccia canzone dedicata ad una donna non proprio bella
- Il difetto
- Eppur Mi Disi una poesia musicata che racconta lo stile di vita milanese
- Ringhera, sulle vecchie case e i cortili di Milano
- Un milanese a Milano canzone che ironizza sull'immigrazione meridionale e straniera a Milano
- I Wahha Puthanga La sua canzone più memorabile, un testo allegro e scanzonato che al giorno d'oggi suonerebbe assai poco politically correct.

Valdi fu anche autore di canzoni per bambini: nel 1974 pubblica un 33 giri — Così per sport — a loro destinato. Tra i brani contenuti in questo LP, oltre a Cocco e Drilli e ai già citati Coccodì coccodà e Il palo della banda dell'Ortica, figurano anche altre canzoni che hanno fatto la storia della musica italiana per ragazzi come La tartaruga sprint, Il michelasso e Il caffè della Peppina.
In un articolo scritto in occasione della sua morte, il critico musicale del Corriere, Mario Luzzatto Fegiz, volle ricordare Valdi con una delle battute del repertorio dell'autore milanese, cinica e fulminante come nel suo stile: "Del giornale leggo sempre i necrologi e i cinema. Se è morto qualcuno che conosco, vado al funerale. Se no vado al cinema".
Ha composto i brani Mamma mia che mal di pancia (che nel ritornello richiama proprio Il caffè della Peppina), Una cagnetta che si chiamava Laika e Operazione gatto nell'interpretazione di Topo Gigio.
Altri brani scritti interamente da lui per lo Zecchino d'Oro sono: Enchete penchete puff tinè, Alibombo e Ululalì ululalà.

## Vita privata
Si sposò con Gabriella Falcetti ed ebbe un figlio, Antonio Amadeus, così battezzato in onore di Mozart, il suo compositore preferito.

## Memoria
Nel corso degli anni immediatamente successivi alla sua scomparsa, Milano non ha dimenticato Walter Valdi. Numerose sono state le iniziative legate alla memoria dell'avvocato cantautore: tra queste si segnalano il "Festival di Valdi", in cartellone nel novembre 2006 al teatro Nazionale, con l'intervento dell'amico Nanni Svampa, Enzo Iacchetti, Giorgio Faletti e tanti altri, e l'istituzione del "premio Walter Valdi", riservato a compositori e cantautori emergenti selezionati da una giuria di giornalisti e professionisti del settore in base al valore delle loro composizioni e alla loro "manifesta milanesità".

## Discografia parziale

### 33 giri
- 1965 – Una città (Tay, LPTY 70003)
- 1974 – La mia città. Storie di vita, d'amore e di malavita (Carosello, CLN 25035)
- 1974 – W L'A-More. Storie di vita, d'amore e di malavita (Carosello, CLN 25036)
- 1974 – Facce da galera. Storie di vita, d'amore e di malavita (Carosello, CLN 25046)
- 1974 – Così per sport (Carosello)

### 45 giri
- 1965 – La Busa Noeva/Pot Pot-Gut Gut-Pot Pot (Dischi Ricordi, SRL 10.368)
- 1967 – Faceva il palo nella banda dell'ortiga/El Baloss (Columbia, scmq 7033)
- 1970 – I Wahha Put-Hanga/.../E nascerà l'amor (Tay, 24010; con Armando Celso e Gianni Magni)
- 1970 – Coccodì e coccodà/Ma va a scopare il mare (Tay, 24015)
- 1974 – Ma poi.../E nascerà l'amor (Carosello, Cl 20376)

### Compilation
- 1971 – 13º Zecchino d'Oro 1971 (Rifi - Antoniano) con il brano vincitore Il caffè della Peppina
- 1973 – 15º Zecchino d'Oro 1973 (Rifi - Antoniano) con il brano La tartaruga sprint
- 1974 – 16º Zecchino d'Oro 1974 (Rifi - Antoniano) con il brano vincitore Cocco e Drilli
- 1976 – 19º Zecchino d'Oro 1976 (Rifi - Antoniano) con il brano Enchete penchete puff tinè
- 1978 – 21º Zecchino d'Oro 1978 (Rifi - Antoniano) con il brano Alibombo
- 1979 – 22º Zecchino d'Oro 1979 (Rifi - Antoniano) con i brani Ululalì Ululalà e la traduzione di Un sole tutto mio[6]
- 1980 – Cabaret (K-Tel, 2xLP), con il brano Il palo della banda dell'Ortica
- 1992 – Festival di Sanremo 1992 (Polygram, 512 396-2), con il brano Le strisce

## Filmografia

### Cinema
- Un certo giorno, regia di Ermanno Olmi (1968)
- Io, Emmanuelle, regia di Cesare Canevari (1969)
- Delitto d'amore, regia di Luigi Comencini (1974)
- Storie di vita e malavita, regia di Carlo Lizzani (1975)
- Il padrone e l'operaio, regia di Steno (1975)
- La polizia ha le mani legate, regia di Luciano Ercoli (1975)
- La principessa nuda, regia di Cesare Canevari (1976)
- Frou-frou del tabarin, regia di Giovanni Grimaldi (1976)
- San Babila ore 20: un delitto inutile, regia di Carlo Lizzani (1976)
- Ecco noi per esempio..., regia di Sergio Corbucci (1977)
- L'Italia in pigiama, regia di Guido Guerrasio (1977)
- Io tigro, tu tigri, egli tigra, regia di Giorgio Capitani (1978)
- Belli e brutti ridono tutti, regia di Domenico Paolella (1979)
- Mani di velluto, regia di Castellano e Pipolo (1979)
- La ripetente fa l'occhietto al preside, regia di Mariano Laurenti (1980)
- Ho fatto splash, regia di Maurizio Nichetti (1980)
- Prestami tua moglie, regia di Giuliano Carnimeo (1980)
- Matlosa, regia di Villi Hermann (1981)
- Domani si balla!, regia di Maurizio Nichetti (1982)

### Televisione
- Camilla, regia di Sandro Bolchi – miniserie TV (1976)
- Il superspia, regia di Eros Macchi – miniserie TV (1977)
- Occhio di falco, regia di Vittorio De Sisti – serie TV (1995)
- I misteri di Cascina Vianello, regia di Gianfrancesco Lazotti – miniserie TV (1997)